# チンタイガー
チンタイガーは、物件情報サービスCHINTAIのキャラクター。ポシェットの中にはいろいろな物が入っている。フィリピン出身。特技は物件情報収集、だばだばダンス。ネコ科、♂、年齢不詳。

## 特徴
ネコ科、♂、生年月日不詳。出身地は フィリピンのジャングル 。好きな物は肉、珍味。苦手な物は熱いもの（猫舌）。特技は物件情報収集、だばだばダンス。チャームポイントはカギしっぽ。ポシェットの中には物件情報虎の巻やビーフジャーキーが入っているという説がある。

## エピソード
- 2012年、チンタイガーのぬいぐるみが登場した。
- 2013年1月8日、チンタイガー（CHINTAI）がLINEの無料スタンプとして登場した。
- 2013年4月1日、「チンタイガーゆるキャラやめるってよ」というエイプリルフールの企画があった。
- 2014年1月7日、LINEのチンタイガースタンプ第2弾が登場した。
- 2014年8月、チンタイガーのぬいぐるみがクレーンゲーム商品として登場した。
- 2014年8月18日、チンタイガーオフィシャルサイトがオープン。
- 2014年11月、チンタイガーのiOSゲームアプリ「ダンス!ダンス!!チンタイガー!!!」が登場した。